# Charonia

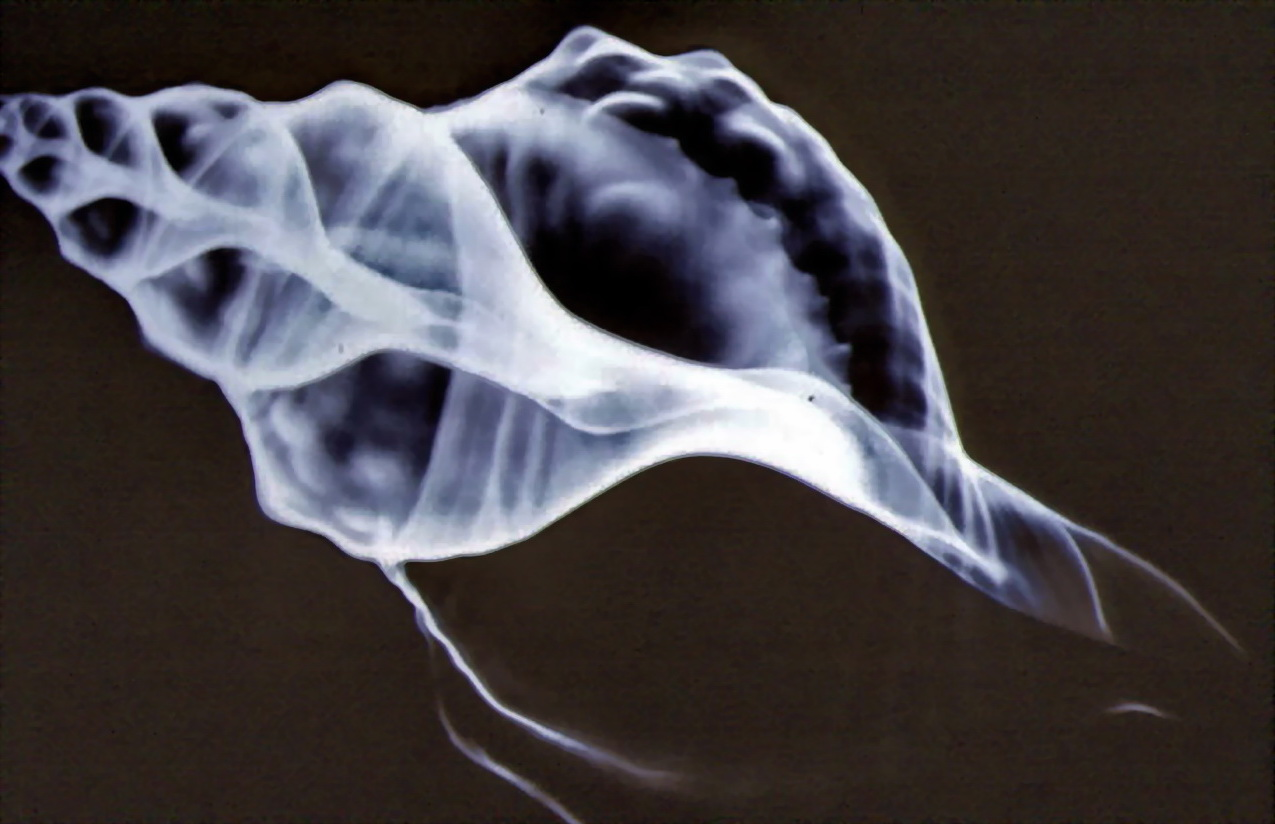
Imagem radiográfica de uma concha de Charonia lampas.

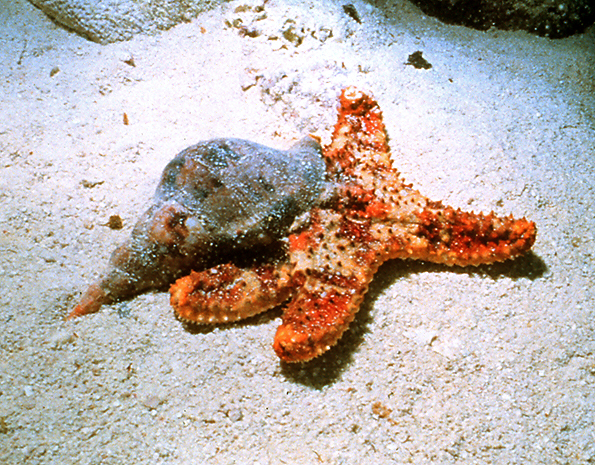
A luta entre uma estrela-do-mar e um búzio da espécie Charonia variegata pode durar até uma hora, terminando geralmente com a estrela-do-mar vencida pelo efeito paralisante da saliva do búzio.

Charonia Gistel, 1847 é um género de grandes búzios predadores da família Ranellidae. As espécies pertencentes a este género atingem até 50 cm de comprimento e têm ampla distribuição natural nas regiões tropicais e subtropicais de todos os oceanos. O nome tritão, nome comum pelo qual são por vezes referidas as espécies pertencentes a este género, tem origem na mitologia grega, na qual o deus Tritão, filho de Posidão, deus dos mares, era geralmente representado segurando uma grande concha de búzio. 

## Descrição
As espécies do género Charonia apresentam grandes conchas fusiformes de coloração leitosa, mas em geral variegadas em tons de castanho ou amarelo. A concha da espécie Charonia tritonis (Linnaeus, 1758), das regiões tropicais do Indo-Pacífico, pode atingir 0,5 metros de comprimento. Uma espécie ligeiramente menor, mas ainda assim um búzio muito grande, Charonia variegata (Lamarck, 1816), tem distribuição natural nas costas do Atlântico ocidental, desde a Carolina do Norte ao Brasil.
O género Charonia tem distribuição pantropical, habitando as águas costeiras e os montes submarinos de baixa profundidade de todos os oceanos e mares das regiões tropicais e subtropicais.
Ao contrário da generalidade dos gastrópodes dos grupos pulmonados e opistobrânquios, os moluscos do género Charonia não são hermafroditas, exibindo sexos separados e praticando a reprodução sexual com recurso à fertilização interna. Após a fertilização, a fêmea deposita os ovos em aglomerados de cápsulas brancas, cada uma das quais contendo múltiplas larvas em desenvolvimento. As larvas emergem como livres nadadoras, integrando-se no plâncton, permanecendo na coluna de água durante um período que ultrapassa os três meses.
Os espécimes adultos de Charonia são predadores activos, alimentando-de de outros moluscos e de equinodermes, especialmente estrelas-do-mar, que capturam recorrendo à sua saliva paralisante. Durante a captura, o búzio agarra a sua presa com o seu poderoso pé muscular e usa a rádula (um órgão serrilhado típico dos gastrópodes) para perfurar o exoesqueleto ou a concha da presa, injectando a sua saliva paralisante através da abertura. A saliva reduz a capacidade da presa controlar a suas estruturas musculares, o que permite que o búzio a consuma sem esforço, em geral iniciando pelos tecidos moles, como as gónadas e vísceras.
Quando confrontados com presas de pequenas dimensões, os búzios ingerem-nas inteiras, sem utilizar a saliva paralisante. Após a ingestão, regurgitam os espinhos venenosos, conchas e outras partes indigeríveis.
Os búzios do género Charonia foram observados a detectar a presença de presas pelas suas emanações na água, mudando de direcção e iniciando uma perseguição activa. Algumas presa, em particular as estrelas-do-mar, parecem ser capazes de detectar a presença do predador, por meios ainda não completamente compreendidos, tentando de imediato a fuga, procurando evitar contacto físico. Os búzios são contudo mais rápidos e apenas as estrelas-do-mar de maiores dimensões conseguem eventualmente escapar, mas apenas por abandonarem o braço ao qual o búzio se tenha agarrado.
A espécie Charonia lampas captura e ingere espécimes da estrela-do-mar Acanthaster planci (conhecida pelo nome comum de coroa-de-espinhos), uma espécie invasora que pode atingir 80 cm de diâmetro, com a face superior recoberta por espinhos venenosos com mais de 2,5 cm de comprimento. Esta estrela-do-mar tem pouco predadores naturais e tem proliferado e destruído largas porções de recifes de coral.

## Utilização humana e estado de conservação
A carne das espécies deste género é consumida crua, frita ou grelhada em algumas regiões, como por exemplo nas Bahamas, isoladamente ou como parte de saladas de frutos-do-mar.
As conchas das espécies de Charonia, especialmente as de maiores dimensões, são procuradas para efeitos de coleccionismo ou como objectos decorativos, alimentando um importante comércio internacional de conchas. A captura destes animais com esse objectivo assume grande importância em algumas regiões tropicais, resultando na sua escassez em alguns recifes coralinos e em áreas costeiras acessíveis em mergulho livre.
Em consequência dessa captura para alimentar o comércio de conchas, a sobrevivência das populações das duas espécies existentes no Mediterrâneo (C. lampas e C. tritonis) estão ameaçadas, razão pela qual são legalmente protegidas por muitos dos Estados ribeirinhos e incluídas nos anexos da Convenção de Berna. Apesar de existirem populações sob ameaça em todo o mundo, no entanto, nenhuma das espécies está listada na Lista Vermelha da IUCN.
Desde a antiguidade que as conchas de Charonia são utilizadas por múltiplas culturas para a manufactura de instrumentos de sopro, em geral removendo o ápice da concha, ou perfurando um buraco nessa zona, e utilizando a concha como uma trombeta.
A divindade greco-romana Posidão (ou Neptuno) é geralmente representada segurando uma conha de Charonia, tal como o seu filho Tritão.

## Espécies
O género Charonia inclui as seguintes espécies e subespécies:
- Charonia eucla Hedley, 1914
  - Charonia eucla instructa Iredale, 1929
- Charonia lampas (Linnaeus, 1758)
  - C. lampas lampas
  - C. lampas capax Finlay, 1927
  - C. lampas pustulata Eurthyme, 1889
  - C. lampas rubicunda (Perry, 1811)
  - C. lampas sauliae (Reeve, 1844)
- Charonia tritonis (Linnaeus, 1758)
- Charonia variegata (Lamarck, 1816)

Espécies sinonimizadas
- Charonia nodifera: sinónimo taxonómico de Charonia lampas (Linnaeus, 1758)
- Charonia powelli Cotton, 1957: sinónimo taxonómico de Charonia lampas (Linnaeus, 1758)
- Charonia seguenziae: sinónimo taxonómico de Charonia variegata (Lamarck, 1816)

## Galeria

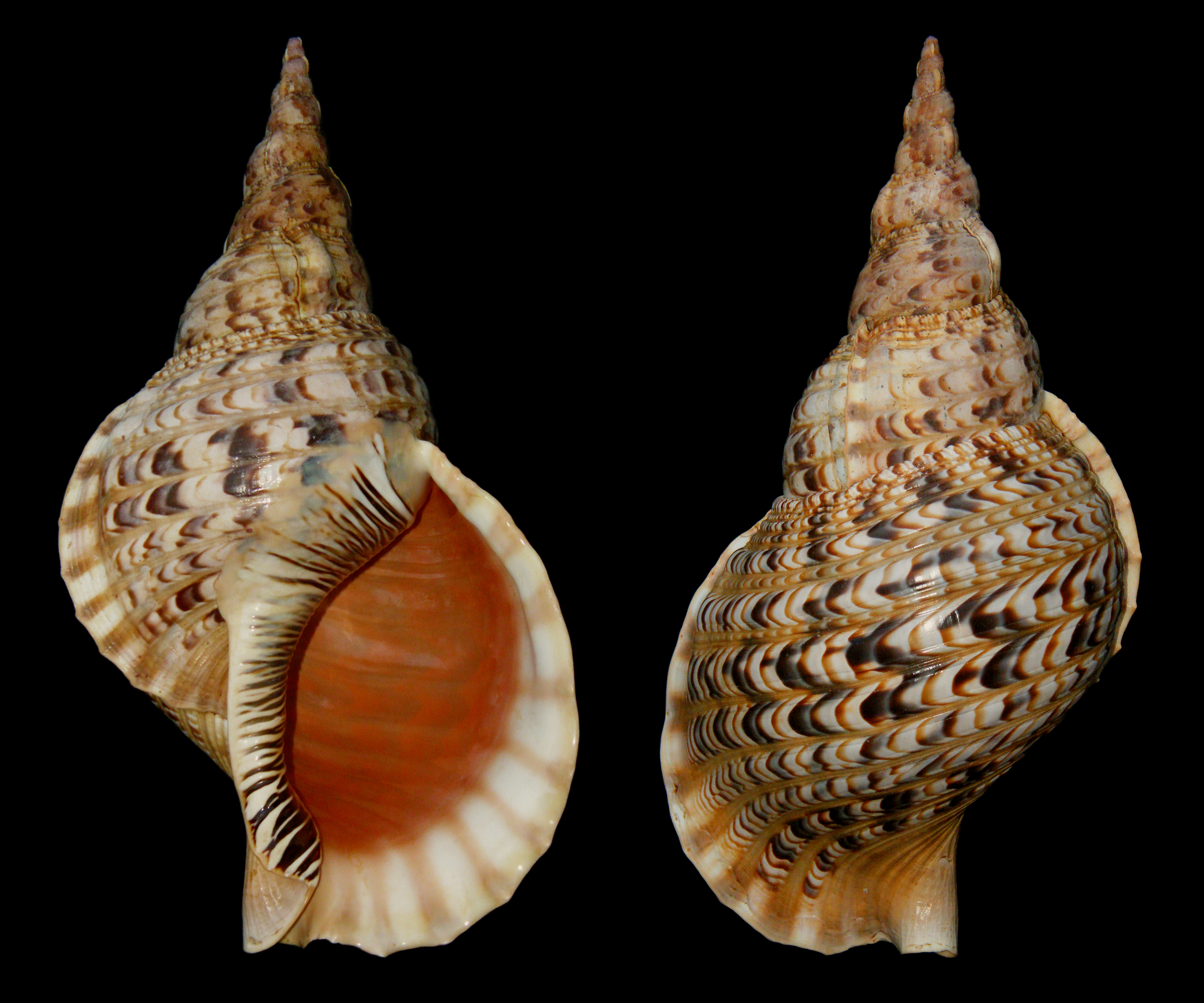
Charonia tritonis
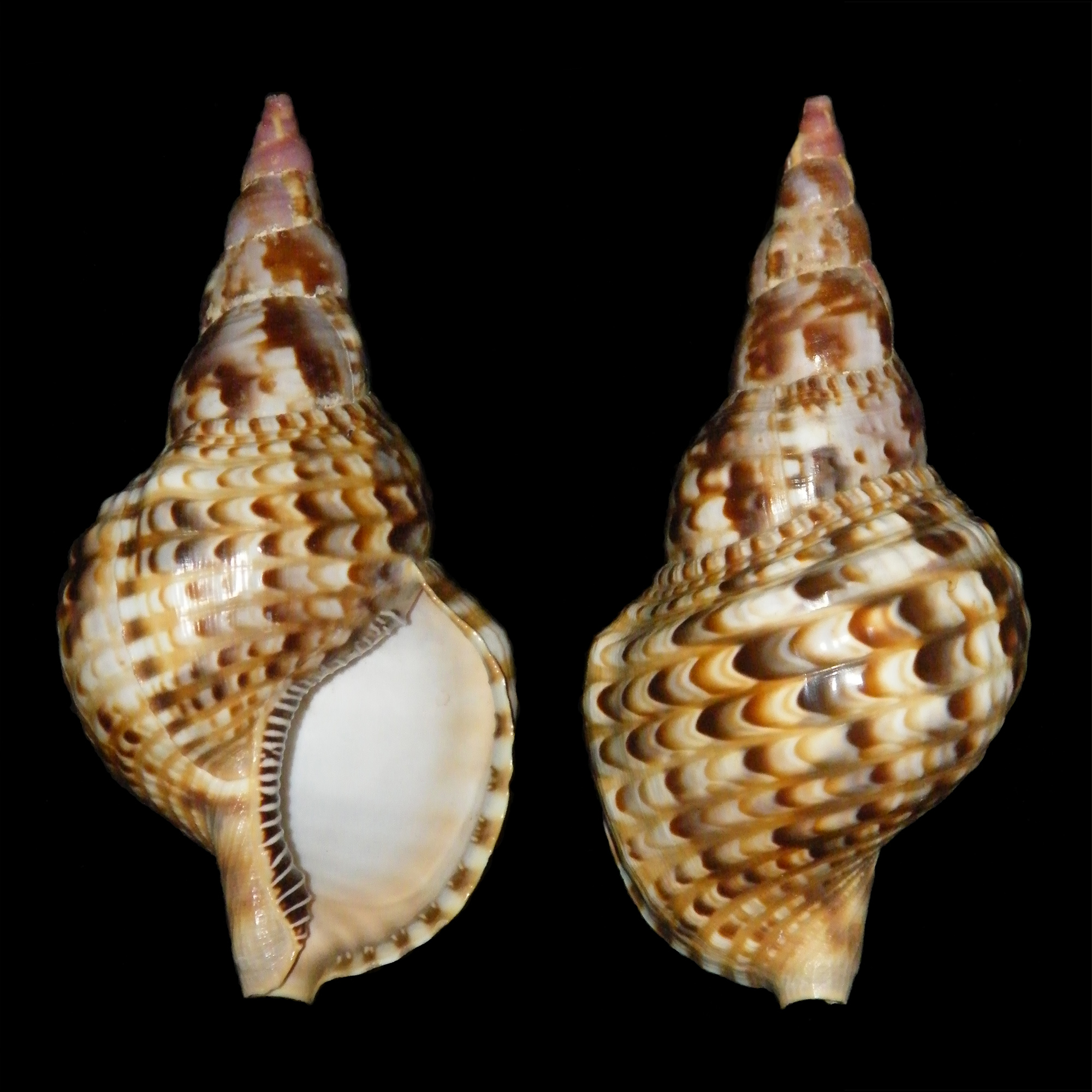
Charonia variegata
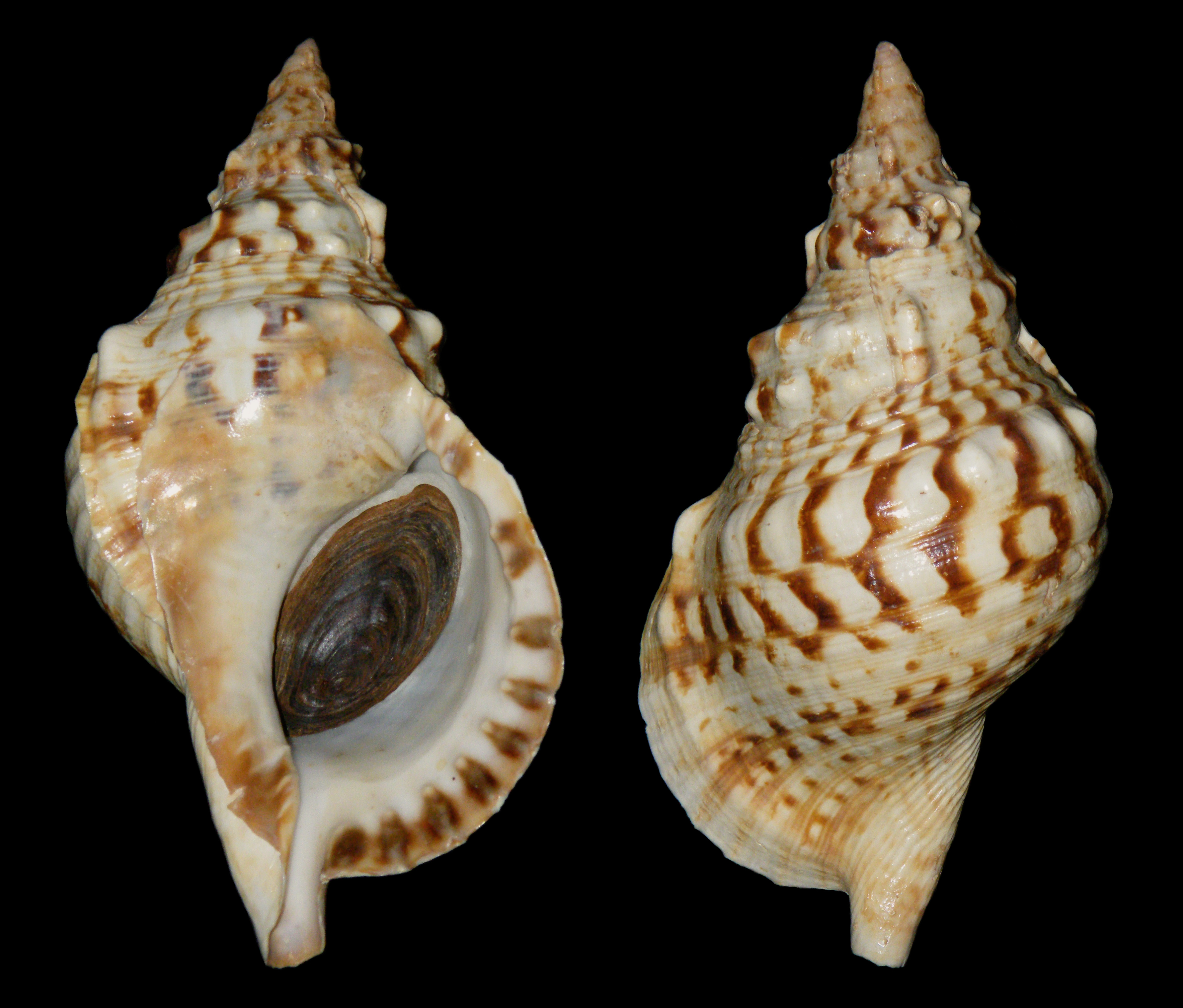
Charonia lampas nodifera
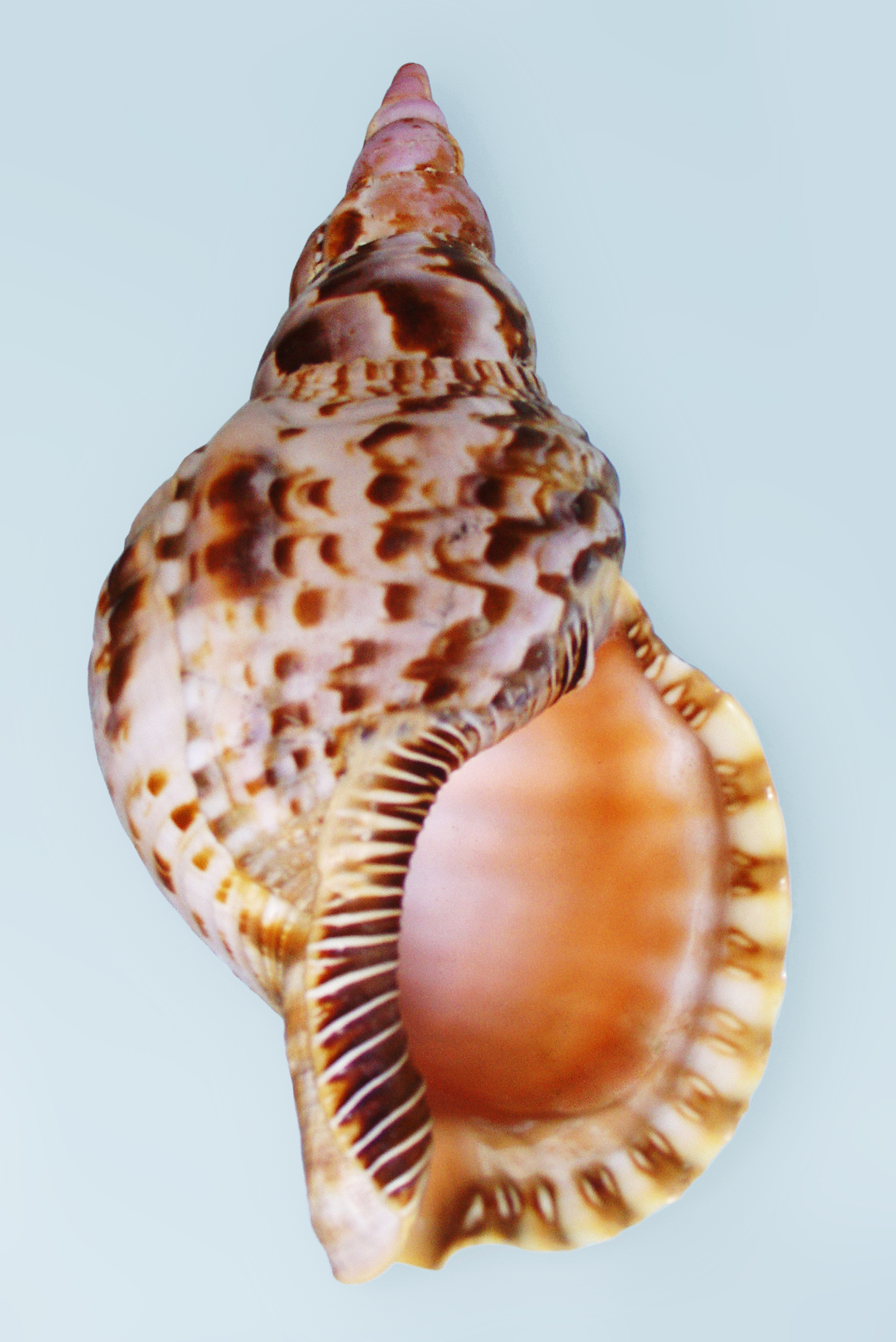
Concha de Charonia variegata